# Аксіоматика теорії множин
Сучасна теорія множин, яка лежить в основі математичної науки, базується на системі аксіом, які приймаються без доведення і з яких виводяться усі теореми та твердження теорії множин.
Передумовами до створення такої теорії стало відкриття деяких парадоксів, протиріч в так званій «наївній» теорії множин. Серед таких парадоксів найвідомішими є парадокс Кантора, пов'язаний з проблемою існування «множини всіх множин», або парадокс Рассела, в якому розглядається «множина всіх множин, які не включають самі себе як елемент». Такі протиріччя обумовлені існуванням в «наївній» теорії множин неявного припущення про те, що для будь-якої властивості існує множина, яка складається зі всіх предметів, які мають цю властивість. Цей принцип отримав назву «принципа згортання».
Аксіоматичні теорії множин вносять деякі корективи в цей принцип або іншим чином знімають існуючі протиріччя.
Найвідомішою з таких систем є система аксіом Цермело-Френкеля (ZF-система), яка накладає певні обмеження на принцип згортання, пропонуючи натомість низку спеціальних аксіом. В цій системі аксіом окремо виділяється аксіома вибору, відношення до якої в математичному співтоваристві є суперечливим. Аксіоматика Цермело-Френкеля з аксіомою вибору називається ZFC-системою.
ZF-аксіоми були сформульовані в сучасному стані Торальфом Сколемом в 1922 році, і є розвитком системи аксіом Адольфа Френкеля, яка в свою чергу базувалась на системі аксіом, сформульованій Ернестом Цермело.
Існують й альтернативні аксіоматики для побудови теорії множин, серед яких можна виділити аксіоматику Ноймана-Бернайса-Геделя, яка вводить поняття «класу» як множини, яка не може належати іншим множинам, таким чином вирішуючи проблеми «наївної» теорії. Серед інших слід відзначити також аксіоматику Рассела-Вайтгеда та NF-аксіоматику Квайна.

## Фундаментальна роль аксіоматики теорії множин
В рамках теорії ZFC можна викласти всі загальноприйняті методи математичних міркувань. Можна навіть сказати, що на сучасному етапі розвитку математики така «узгодженість» з ZFC є з формальної точки зору таким собі універсальним мірилом математичної строгості (хоча, зважаючи на фундаментальний характер цього твердження, така позиція не є одностайною серед математиків).